# Eagle Pictures
Eagle Pictures S.p.A. est une société de distribution et production cinématographique italienne, fondée par les frères Stefano et Ciro Dammicco en 1986. En quelques années elle devient une des sociétés les plus importantes du secteur du divertissement, s'occupant de la distribution et de la production de films, de l'acquisition de droits télévisuels et de la distribution home video.
De sa création jusqu'au milieu des années 1990, Eagle a travaillé exclusivement dans le marché de la distribution home video ; au milieu des années 1990 elle a commencé son activité de distribution dans les salles de cinéma. Parmi les premiers films distribués il y a Cube, Dogma, A Time for Dancing et Le Coupable. Active aussi dans la production, elle a produit en 2007 le film des frères Taviani La masseria delle allode et le film générationnel Scrivilo sui muri.
La Eagle Pictures distribue plus de 20 titres par an; récemment, grâce aux accords stipulés, elle distribue aussi dans les salles les titres de Media Trade, AB films et Sharada. Parmi les films les plus importants distribués en Italie il y a La Passion du Christ de Mel Gibson et Eternal Sunshine of the Spotless Mind de Michel Gondry, pour n'en citer que quelques-uns.
En 2020, ils sortent le film Sul più bello, qui leur rapporte 388 737 $ au box-office.